# Rex Allen
Rex Allen (ur. 31 grudnia 1920 zm. 17 grudnia 1999) – amerykański aktor i piosenkarz.

## Filmografia
- 1950: Redwood Forest Trail jako Rex Allen
- 1951: Thunder in God's Country jako Rex Allen
- 1953: Old Overland Trail jako Rex Allen
- 1966: Swamp Country jako Szeryf
- 1976: The Secret of Navajo Cave jako Baśniarz

## Wyróżnienia
Posiada swoją gwiazdę na Hollywoodzkiej Alei Gwiazd.